# トレイダーズ!
トレイダーズ!はたのあきらとF.E.A.R.が製作した交易をテーマにしたテーブルトークRPG（TRPG）。1997年にゲーム・フィールドからボックス版にて発売された。

## 概要
舞台となるのは。近世ヨーロッパのパラレルワールドであるプラネテース。魔法や魔物が存在するこの世界では、我々の地球でいう「大航海時代」の代わりに、飛空船による「大航空時代」が訪れた。そんな世界の中で、飛空艇を操り交易を行う冒険商人たちの活躍を扱ったTRPGが『トレイダーズ!』である。
テーブルトークRPGというより、ボードゲームに近いゲームであり、GMの用意したストーリーを追体験するというよりも、世界地図の上を自由に動き各地のイベントをクリアしていくという楽しみ方を重視したゲームになっている。

## システム

### キャラクターメイキング
プレイヤーキャラクターの作成はクラス制に属する。まず、キャラクターのスタイルを表す「アスペクト」（夢見、騎士、工匠、罪人などがある）を三つ選び、それの組み合わせで能力値が決定される。その後に、キャラクターの飛空船載りとしての役割を表す「クラス」（航空士、風読み、交渉人、船長、飛空騎士、豪商の息子／娘などがある）を決定し、それにより技能が決定される。

### 行為判定
行為判定は上方判定に属する。六面体サイコロ二個の合計に、行為判定で使用する能力値と技能値を足し合わせ、その結果が行為判定の目標値以上であれば、行為判定は成功したとみなされる。

### ゲームの進行
『トレイダーズ!』は通常のTRPGとは若干異なるゲーム進行が行われる。
まず、ゲームマスター（このゲームでは『ゲームナビゲーター』と呼称される。以後『GN』と略する）はシナリオの作り方がルールで限定されている。セッション中でプレイヤーが遭遇するあらゆるイベントは「イベントピース」と言われるカードによって表現される。逆に言うと「イベントピースが事前に用意されていないイベントは発生しない」のである。
イベントピースは、そのイベントの簡単な内容と解決のための手段が書かれており、「突風」「目的地発見」「酒場の喧嘩」「お嬢様の輸送」など100種類以上が用意されている。GNはピースに書かれた内容に逸脱しない範囲でイベントの細かい部分を自作して演出する。また、イベントピースは組み合わせることもでき、例えば「酒場の喧嘩」と「宝の地図」のピースを組み合わせて「酒場で宝の地図を巡る争奪戦に巻き込まれる」という一個のイベントを作り出すことができる。
イベントピースには「コスト」がある。GNはシナリオの長さや難易度に応じて総計コストを決定し、そのコストの範囲内でシナリオ内で使用するピースを準備しておく。
一方、プレイヤーキャラクターができることは基本的に世界地図の上を飛空船で移動することだけである。世界地図はヘクスマップになっていて、飛空船の性能により一日に移動できる距離などが決まる。GMはゲーム内の一日ごとに用意したイベントピースの中から1枚〜2枚のピースをランダムに引き、そこに書かれているイベントを発生させることができる。なお、プレイヤーキャラクターは都市についたときに交易と買い物をすることもでき、これはイベントの発生の有無と関係なく行える自由行動である。
また、GNは事前にいくつかのイベントピースを「キーカード」に設定しておくこともできる。キーカードになったイベントピースはランダムで引かれることはなく、GNが好きなタイミングでイベントを起こすことができる。
解決されたイベントピースはプレイヤーに「手札」としてわたされ、その手札を消費することで「プロ技能」といわれる必殺技のようなもの（一種のヒーローポイント）を使うことができる。
『トレイダーズ!』はこれらの繰り返しでゲームを進めていく。全てのキーカードのイベントが解決されればシナリオ終了である。

### 戦闘
『トレイダーズ!』では戦闘中にも戦闘専用のイベントピースが引かれるルールになっている。これにより、戦闘時に起こる様々なハプニングを表現することができる。なお、『トレイダーズ!』では通常の個人戦闘のルール以外にも以下の二通りの戦闘ルールが用意されている。
飛空船戦闘
飛空船同士の戦いを描いた戦闘ルール。船同士での砲弾の打ち合い、敵の船に取り付いての白兵戦など、大航海時代の海戦をモチーフにしたルールになっている
交渉戦闘
交易を主題とした『トレイダーズ!』では相手との商談というものを戦闘の一種として解決するようになっている。商談はいわば「キャラクターのヒットポイントの代わりに財産をかけ、剣の代わりに言葉を使って攻撃をする戦闘」なのである。
交渉戦闘はマスを直線上に並べたゲージ上で行われる。このゲージの両端に自分と相手のコマを別々におき、行為判定による対決により、それぞれのコマが相手側のコマに向けてすすんでいく。コマとコマが接触すれば「押し合い」が行われ、押し合いの判定に勝利した方が進むことができ敗北した方は後退する。こうして、相手側のコマを完全にゲージの外に押しやった方が勝利となる。交渉を重ねることで互いの立場が変化していうことをゲージで表したルールになっているのだが、これは『三國志演技』の集団戦闘のルールが元になっている（両ゲームともに たのあきら がデザインしている）。

## 世界設定
舞台となっているのはプラネテースといわれる地球のパラレルワールドである。ゲームはそのうちのヨーロッパに相当する地域を舞台にしており、ヘクス（六角マス）で区切られたヨーロッパ地域の大型マップが付属している。
『トレイダーズ!』では地球で言う大航海時代にあたる時代で遊ぶゲームである。プラネテースは国の名前が地球と違うものの、明らかに大航海時代のヨーロッパに存在したものをモデルにした国家が存在している。ただし、プラネテースにはイスラム教が存在していないのが地球との大きな違いである。
また、ファンタジー世界なのでドラゴンなどの幻獣、エルフやドワーフといった亜人種が存在する。そして最も幻想的な要素として飛空石と呼ばれる、宙に浮く岩が存在する。これを使って作られた空飛ぶ船が飛空船である。

## 作品一覧
- トレイダーズ!（基本ルールブック。ボックス版）
- スーパーシナリオサポート Vol.1〜Vol.14